# Gabriel Ruhumbika
Gabriel Ruhumbika (Ukerewe, 1938) è uno scrittore e traduttore tanzaniano.

## Biografia
Nato nell'isola di Ukerewe in Tanganica, all'epoca colonia britannica (oggi Tanzania), Ruhumbika studiò nell'Università Makerere (Uganda) con un dottorato dell'Université Paris-Sorbonne (Paris IV) (Francia).
È stato lettore in varie università come l'Università di Dar es Salaam (1970 -1985) o la Hampton University (1985-1992) Da 1992 è professore di letteratura comparata nell'University of Georgia.

## Opere
- Village in Uhuru, 1969
- Miradi Bubu ya Wazalendo, 1991
- Janga Sugu la Wazawa, 2002